# Černá Hora
Černá Hora är en köping i Tjeckien.   Den ligger i regionen Södra Mähren, i den östra delen av landet, 170 km öster om huvudstaden Prag. Černá Hora ligger 326 meter över havet och antalet invånare är 1 903.
Terrängen runt Černá Hora är kuperad söderut, men norrut är den platt. Černá Hora ligger nere i en dal. Runt Černá Hora är det tätbefolkat, med 427 invånare per kvadratkilometer. Närmaste större samhälle är Blansko, 7,2 km sydost om Černá Hora. I omgivningarna runt Černá Hora växer i huvudsak blandskog.